# Bukovac (Derventa, BiH)
Bukovac je naselje u sastavu Grada Dervente, Republika Srpska, BiH. 

## Stanovništvo
Nacionalni sastav stanovništva 1991. godine, bio je sljedeći:
ukupno: 123
- Hrvati - 115
- Srbi - 1
- ostali, neopredijeljeni i nepoznato - 7